# Томоюки Каджино
Томоюки Каджино (на японски: 梶野 智幸) е японски футболист.

## Национален отбор
Записал е и 9 мача за националния отбор на Япония.
| Япония | Япония | Япония |
| Година | Мачове | Голове |
| ------ | ------ | ------ |
| 1988   | 1      | 0      |
| 1989   | 8      | 1      |
| Общо   | 9      | 1      |